# Cyathea nanna
Cyathea nanna là một loài thực vật có mạch trong họ Cyatheaceae. Loài này được (Barrington) Lellinger mô tả khoa học đầu tiên năm 1987.